# 铁衣甫江
铁衣甫江·艾里耶夫（維吾爾語：تېيىپجان ئېلىيۇپ‎，1930年—1989年2月20日），笔名居尔艾提，男，维吾尔族，新疆霍城人，中华人民共和国诗人，中国作家协会原副主席。